# Depositendarlehen
Depositendarlehen beschreiben die Einlage eines Anlegers in einer Sonderform der Tilgungsanleihe. Auf Basis des Deposits erhält der Anleger nach Schließung einer Tranche sowie weiteren 90 Banktagen (entspricht ca. 4 bis 5 Monate) ein Vielfaches seines Deposits als Darlehen ausgezahlt.
Dieses Darlehen ist zins- und tilgungsfrei, da die Tilgung durch eine ausländische Bank vorgenommen wird, die das eingezahlte Deposit mit dem 5- bis 10-Fachen beleiht, einen Teil davon einbehält und aus dem einbehaltenen Teil die Tilgung und Zinsen erwirtschaftet. 
Den Rest, zumeist das Fünffache des Deposits, sollen die Anleger dann ausgezahlt bekommen. 

## Kritik
Der Begriff ist nicht unumstritten. Kritiker monieren, dass die beleihende Bank – unter Berücksichtigung aller Kosten – einen Kapitalertrag von mehreren 100 % p. a. erwirtschaften müsste, um am Ende des Darlehens einen Gewinn zu erwirtschaften, der an den Anleger zurückgehen könnte. In mehreren Fällen wurde bekannt, dass Depositendarlehen an einzelne Anleger in der versprochenen Höhe tatsächlich ausgezahlt wurden – unter dem Aspekt, dass die ausgezahlten Anleger ihrerseits wieder neue Anleger für das Geschäft gewinnen. Diese Systematik ist auch unter dem Begriff Schneeballsystem bekannt.  
Aus seriöser Sicht von Kreditsachverständigen und Bankkaufleuten sind derart hohe Renditen weder kurz- noch langfristig zu erzielen. 